# Reana del Rojale
Reana del Rojale (Reane dal Roiâl en friulano) es una población de 5.060 habitantes en la provincia de Údine, en la región autónoma de Friul-Venecia Julia.

## Geografía

### Demografía
| Gráfica de evolución demográfica de Reana del Rojale entre 1861 y 2001 |
|                                                                        |
| Fuente ISTAT - elaboración gráfica de Wikipedia                        |

- Datos: Q53332
- Multimedia: Reana del Rojale / Q53332

1. ↑  Worldpostalcodes.org, código postal n.º 33010.
2. ↑  «Codici Catastali». Comuni-italiani.it (en italiano). Consultado el 29 de abril de 2017.